# باشگاه مبارزه
باشگاه مبارزه (به انگلیسی: Fight Club) فیلمی آمریکایی، ساخته دیوید فینچر در سال ۱۹۹۹ میلادی و در ژانر درام-روانشناختی است که بر اساس رمانی با همین نام به قلم چاک پالانیک ساخته شده است. بازیگرانی همچون ادوارد نورتون، برد پیت و هلنا بونهام کارتر در فیلم نقش آفرینی کرده‌اند. نورتون در نقش یک انسان معمولی که از شغل دفتری معمولی خود ناراضی است ظاهر می‌شود. او به همراه تایلر داردن صابون‌سازی که نقشش را برد پیت ایفا می‌کند، یک «باشگاه مبارزه» را تشکیل می‌دهد و درگیر رابطه با او و زنی به نام مارلا سینگر که هلنا بونهام کارتر نقشش را ایفا می‌کند، می‌شود.
لارا زیسکین یکی از تهیه‌کنندگان فاکس قرن بیستم به رمان پائولانیک علاقه‌مند شد. او جیمز اولز را برای نوشتن اقتباس سینمایی از رمان استخدام کرد. کارگردان و عوامل تولید این فیلم را با فیلم‌های شورش بی‌دلیل (۱۹۵۵) و فارغ‌التحصیل (۱۹۶۷) مقایسه می‌کنند. فینچر در نظر داشت خشونت باشگاه مبارزه را به عنوان کنایه‌ای به درگیری بین نسل جوان و نظام ارزش‌گذاری تبلیغی به کار برد. کارگردان لایه‌های همجنسگرایانه رمان را به فیلم اضافه کرد تا با معذب کردن تماشاگران مانع پیش‌بینی کردن انتهای فیلم بشود.

## داستان فیلم
شخصیت اصلی فیلم جوان بی‌نامی است که به عنوان راوی شناخته می‌شود. راوی زندگی غیرعادی و عجیبی دارد. او به مدت شش ماه است که به بیماری بی‌خوابی مبتلا شده است و زندگیش تبدیل به لحظاتی تکراری و پوچ شده است. راوی برای درمان بی‌خوابی‌اش به دکتر مراجعه می‌کند؛ اما دکتر علی‌رغم اصرار زیاد دارویی به او نمی‌دهد و به جای آن پیشنهاد می‌دهد که به کلاس‌های شبانه برود. راوی در کلاس‌های شبانه که متعلق به افراد مبتلا به سرطان و بیماری‌های خاص است، شرکت می‌کند و به مرور با دیگران ارتباط برقرار می‌کند و از بی خوابی‌هایش کم می‌شود. او برای ورود به این کلاس‌ها به ناچار دروغ می‌گوید که سرطان دارد. همه چیز عادی پیش می‌رود تا این که سر و کله زن مرموزی به نام مارلا سینگر در کلاس‌ها پیدا می‌شود که آشکارا مشخص است مشکل خاصی ندارد و بدون دلیل خاصی در این کلاس‌ها شرکت می‌کند. ورود مارلا زندگی راوی را به هم می‌ریزد. تلاش برای حرف زدن با مارلا هم به جایی نمی‌رسد و راوی دوباره به زندگی عجیب گذشته خود بازمی‌گردد. راوی برای یک شرکت بیمه کار می‌کند و به خاطر شغلش مدام در حال پرواز به شهرهای مختلف است و در این راه با آدم‌های زیادی آشنا می‌شود. در راه بازگشت از یک سفر کاری راوی با مرد عجیب و مرموزی به نام تایلر داردن آشنا می‌شود که به گفته خودش صابون ساز است. حرف‌های تایلر و نوع جهان بینی‌اش راوی را جذب می‌کند؛ اما با فرود هواپیما در فرودگاه این دو از هم جدا می‌شوند. با این حال تایلر کارتش را به راوی می‌دهد. وقتی راوی به خانه‌اش برمی‌گردد، متوجه می‌شود آپارتمانش منفجر شده و تمام زندگیش از بین رفته است. راوی که ظاهراً از این اتفاق تعجب خاصی نکرده، به ناچار به شماره کارتی که تایلر به او داده زنگ می‌زند و آن‌ها آن شب دوباره یکدیگر را ملاقات می‌کنند. آن‌ها به یک بار می‌روند و با هم صحبت می‌کنند. تایلر می‌گوید که راوی نباید برای چیزهای از دست رفته‌اش احساس تاسف کند. در راه بازگشت، تایلر از راوی درخواست عجیبی می‌کند: او از راوی می‌خواهد که محکم به او مشت بزند. راوی ابتدا این کار را دیوانگی می‌پندارد؛ اما با اصرار تایلر این کار را می‌کند و سپس تایلر او را می‌زند. وقتی هر دو می‌بینند کتک خوردن باعث لذت عجیبی در وجودشان می‌شود، شروع به مشت زدن به یکدیگر می‌کنند و خسته و خونی به خانه چوبی و بزرگ تایلر می‌روند. نوع فلسفه زندگی تایلر بر روی راوی به شدت تأثیر می‌گذارد و جهان بینی او را به کل تغییر می‌دهد. راوی به همراه تایلر در زیرزمین یک بار مکانی به نام «باشگاه مبارزه» درست می‌کنند که در آن مردان زیادی هر شب با هم مبارزه می‌کنند و با کتک زدن و خونی کردن و شکستن استخوان‌های یکدیگر احساس رهایی و آزادی می‌کنند. باشگاه مبارزه خیلی زود فراگیر می‌شود و از یک گروه کوچک تبدیل به ارتشی زیرزمینی می‌شود که در همه جا آدم دارد. تایلر به کمک این افراد کارهای خرابکارانه عجیبی در سطح شهر انجام می‌دهد. اوضاع برای راوی خوب پیش می‌رود؛ اما با وارد شدن مارلا سینگر به خانه تایلر و ارتباطش با او دوباره زندگی راوی به هم ریخته می‌شود و او تمام سعی خود را می‌کند تا مارلا را از زندگیش دور کند. به مرور فعالیت باشگاه مبارزه از شکل خرابکاری‌های شهری پیشتر می‌رود و تبدیل به نوعی عملیات تروریستی می‌شود. راوی فکر می‌کند تایلر فکرهای خطرناک بیشتری دارد؛ برای همین می‌خواهد او را از این کار منصرف کند؛ اما تایلر برای مدت زیادی به طرز عجیبی ناپدید می‌شود. راوی برای پیدا کردن تایلر شهرهای مختلف را زیر و رو می‌کند و به شعبه‌های مختلف باشگاه مبارزه سرک می‌کشد. در یکی از شهرها، فردی از اعضای پروژه، راوی را تایلر داردن صدا می‌زند که باعث تعجب و وحشت راوی می‌شود. راوی با عجله به هتل برمی‌گردد و در آنجا با تایلر رو به رو می‌شود. راوی از تایلر توضیح می‌خواهد؛ اما تایلر می‌گوید که راوی خودش جواب را می‌داند. سرانجام راوی می‌فهمد که او و تایلر داردن هردو یک نفر هستند و تایلر توهم اوست و در واقع این خودش بوده که باشگاه مبارزه را به وجود آورده و تمام آن کارها را کرده است. راوی/تایلر بعد از فهمیدن این موضوع سعی می‌کند جلوی آخرین برنامه تروریستی باشگاه مبارزه را که منفجر کردن برج‌های تجاری است را بگیرد. او به پلیس مراجعه می‌کند؛ اما کسی حرفش را باور نمی‌کند. راوی به ناچار به محل حادثه می‌رود؛ جایی که دوباره تایلر در مقابلش پدیدار می‌شود و سعی می‌کند او را از این کار منصرف کند. راوی که از این وضعیت به تنگ آمده اسلحه را در دهان خود می‌گذارد و شلیک می‌کند. لحظه‌ای بعد تایلر با سری خونی بر روی زمین میفتد. مارلا که توسط اعضای باشگاه مبارزه ربوده شده بود، پیش راوی/تایلر می‌رود. مارلا از دیدن صورت خونی و کبود راوی/تایلر وحشت زده شده و احساس نگرانی می‌کند. ناگهان برج‌های تجاری منفجر شده و یکی پس از دیگر سقوط می‌کنند. راوی/تایلر دست مارلا را می‌گیرد و در حالی که به این نمایش عظیم تخریب نگاه می‌کند، به مارلا می‌گوید که در یکی از عجیب‌ترین لحظات زندگی‌اش با او آشنا شده است.

## بازیگران
| بازیگر            | نقش          | توضیحات |
| ----------------- | ------------ | --- |
| برد پیت           | تایلر داردن  | فروشنده صابونی که راوی را در یکی از سفرهای کاری خود ملاقات می‌کند                                                         |
| ادوارد نورتون     | راوی         | کارشناس فراخوان خودروی در حال سفر که از بی‌خوابی رنج می‌برد                                                                |
| هلنا بونهام کارتر | مارلا سینگر  | زنی که روایتگر با او ملاقات می‌کند که به گروه‌های حمایت از روان‌پاکسازی می‌رود، همین‌طور می‌فهمد که تظاهر به داشتن علائم می‌کند |
| میت لَف            | رابرت پالسون | مردی که روایتگر او را در گروه حمایت از سرطان بیضه ملاقات می‌کند                                                           |
| جرد لتو           | انجل فیس     | مردی که تایلر اردن به باشگاه مبارزه دعوت و و او را در مأموریت‌های پروژه وارد می‌کند                                        |
| زک گرنیر          | ریچارد چسلر  | رئیس راوی |

## تولید

### پیش‌تولید
پس از انتشار رمان باشگاه مبارزه اثر چاک پالانیک در سال ۱۹۹۶، چندین شرکت فیلم‌سازی به دنبال خرید حقوق اقتباس سینمایی آن بودند. در نهایت، تهیه‌کنندگان لورا زیسکین و آرت لینسون از شرکت فاکس ۲۰۰۰ پیکچرز و راسمیت از لایونزگیت فیلمز به طور مشترک حقوق رمان را به مبلغ ۱۰۰۰۰ دلار خریداری کردند. جیم اولز برای نوشتن فیلم‌نامه استخدام شد و او چندین پیش‌نویس از فیلم‌نامه را ارائه داد. در ابتدا، کارگردانانی مانند پیتر جکسون و برایان سینگر برای کارگردانی فیلم مطرح شدند، اما در نهایت، دیوید فینچر که پس از موفقیت فیلم هفت به شهرت رسیده بود، برای کارگردانی انتخاب شد. فینچر به دلیل نگاه تیره و واقع‌گرایانه خود به مسائل اجتماعی و روان‌شناختی، گزینه مناسبی برای این پروژه به نظر می‌رسید. فینچر با اولز همکاری کرد تا فیلم‌نامه را اصلاح کند و تغییراتی را در ساختار روایی و پایان داستان ایجاد کند. یکی از چالش‌های اصلی، وفادار ماندن به لحن و مضامین رمان پالانیک، در عین حال که فیلمی مستقل و جذاب ساخته شود، بود.

### انتخاب بازیگران
یکی از تهیه‌کنندگان راس بل نقش تایلر داردن را به راسل کرو پیشنهاد داد؛ ولی آرت لینسون تهیه‌کننده‌ای که دیرتر به فیلم اضافه شد، نقش را به برد پیت پیشنهاد داد. به علت ارشد بودن لینسون استودیو پیشنهاد او را پذیرفت و نقش به پیت رسید.
برد پیت هم در آن زمان به دنبال فیلم تازه‌ای می‌گشت تا شکست فیلم با جو بلک آشنا شوید را جبران کند. استودیو که هم باور داشت که وجود یک ستاره بزرگ در فیلم باعث پرفروش تر شدن فیلم خواهد شد به پیت قرارداد ۱۷٫۵ میلیون دلاری را پیشنهاد داد.
برای نقش راوی بی‌نام استودیو برای افزایش شانس فروش بیشتر قصد استفاده از چهره‌های جذاب تری مثل مت دیمون و مسن تر شان پن را داشت. در عوض کارگردان فینچر ادوارد نورتون را به خاطر نقش‌آفرینی قبلش در فیلم مردم علیه لری فلینت به عنوان کاندید این بخش در نظر داشت. در همان زمان استودیوهای دیگری به دنبال متقاعد کردن نورتون برای بازی در فیلم‌های آقای ریپلی بااستعداد و انسان روی ماه بودند. نورتون به پروژه هیئت منصفه فراری پیوست؛ ولی فیلم به مرحله تولید نرسید. کمپانی فاکس قرن بیستم برای جذب نورتون به او پیشنهاد دستمزد ۲٫۵ میلیون دلاری را ارائه کرد؛ ولی نورتون به دلیل قرارداد داشتن با پارامونت پیکچرز نمی‌تواست پیشنهاد را بلافاصله بپذیرد. او بعدها قراردادش را با پارامونت با بازی در فیلم کسب و کار ایتالیایی کامل کرد.
در ژانویه ۱۹۹۸ استودیو رسماً ملحق شدن برد پیت و ادوارد نورتون به فیلم را اعلام کرد. بازیگرها با شرکت کردن در کلاس‌های بوکس، تکواندو و کلاس‌های دیگر برای ایفای نقش خود در فیلم آماده شدند. پیت داوطلبانه حاضر شد تا دندانپزشک مقداری از دندان جلوی او را ببرد تا در فیلم دندان‌های کاملاً سالمی نداشته باشد. بعد از فیلم دندان‌هایش به حالت قبلی برگردانده شد. جانین گاروفالو انتخاب اول فینچر برای نقش مارلا سینگر بود؛ ولی او به خاطر محتوای جنسی فیلم نقش را رد کرد. کورتنی لاو و وینونا رایدر دیگر گزینه‌ها برای این نقش بودند. استودیو قصد داشت ریس ویترسپون را برای این نقش انتخاب کند؛ ولی فینچر اعتقاد داشت که او برای این نقش جوان است. در نهایت فینچر هلنا بونهام کارتر را بر اساس نقشش در فیلم بالهای فاخته برای این نقش انتخاب کرد.

### فیلم‌برداری
فیلم‌برداری «باشگاه مبارزه» از اوایل سال ۱۹۹۹ در لس آنجلس آغاز شد و حدود چهار ماه به طول انجامید. جف کرونن‌وث به عنوان مدیر فیلم‌برداری با فینچر همکاری کرد. فینچر و کرونن‌وث از تکنیک‌های بصری خاصی برای ایجاد فضایی تاریک، خشن و آشفته استفاده کردند. از جمله این تکنیک‌ها می‌توان به استفاده از نورپردازی‌های کم‌نور، فیلترهای رنگی برای تغییر حس و حال صحنه‌ها، و حرکات دوربین سریع و گاهی نامتعارف اشاره کرد.
صحنه‌های مبارزه به صورت کاملاً واقعی و بدون استفاده از جلوه‌های ویژه گسترده فیلم‌برداری شدند تا حس خشونت خام و تأثیرگذار به بیننده منتقل شود. بازیگران، به ویژه برد پیت و ادوارد نورتون، خودشان بسیاری از صحنه‌های مبارزه را انجام دادند. طراحی صحنه نیز نقش مهمی در ایجاد اتمسفر فیلم داشت. آپارتمان راوی با وسایل مصرف‌گرایانه و بی‌روح پر شده بود، در حالی که خانه تایلر دردن در محله‌ای مخروبه و کثیف قرار داشت که نمادی از فروپاشی اجتماعی بود.

## مضامین و تاثیرات فرهنگی
باشگاه مبارزه یکی از جنجالی‌ترین فیلم‌های دههٔ نود بود. انتشار دی‌وی‌دی فیلم و تبلیغات باعث افزایش محبوبیت فیلم شد. موفقیت فیلم باعث افزایش شهرت نویسنده رمان شد.
بعد از منتشر شدن فیلم، چندین باشگاه مبارزه در ایالات متحده شروع شد؛ تعدادی از این باشگاه‌های مبارزه ویدئوهای خود را به صورت آنلاین منتشر کردند که باعث دخالت مقامات و جلوگیری از این حرکات شد. در سال ۲۰۰۳ باشگاه مبارزه به عنوان یکی از ۵۰ فیلم مردانه تاریخ توسط مجله مردان شناخته شد.
در سال‌های ۲۰۰۴ و ۲۰۰۶ فیلم توسط امپایر به عنوان نود و هشتمین فیلم برتر تاریخ شناخته شد.

### مصرف‌گرایی و مادی‌گرایی
یکی از برجسته‌ترین مضامین فیلم، نقد شدید بر مصرف‌گرایی و فرهنگ مادی‌گرایی در جامعه مدرن است. راوی، که یک کارمند معمولی است، در ابتدا غرق در تجملات و وسایل بی‌اهمیت است و سعی می‌کند با خرید اشیاء، خلاء درونی خود را پر کند. انفجار آپارتمان او و از دست دادن تمام دارایی‌هایش، نقطه عطفی در زندگی اوست که او را به سمت رهایی از قید و بندهای مادی‌گرایی سوق می‌دهد. تایلر دردن با شعار «شما آنچه نیستید که می‌پوشید، آنچه می‌خرید یا آنچه خانه‌تان پر از آن است» به این موضوع اشاره می‌کند. پروژه هرج و مرج نیز با هدف تخریب مؤسسات مالی و نمادهای مصرف‌گرایی، این نقد را به اوج خود می‌رساند.

### مردانگی و بحران هویت
فیلم به بررسی بحران هویت مردان در جامعه پساصنعتی می‌پردازد. بسیاری از مردان عضو باشگاه مبارزه، از مشاغل بی‌معنا و زندگی بی‌هیجان خود رنج می‌برند و احساس می‌کنند که در یک جامعه مصرف‌گرایانه، مردانگی و قدرت آن‌ها از بین رفته است. باشگاه مبارزه به آن‌ها فضایی برای تخلیه خشم، اثبات مردانگی و احساس وجود داشتن می‌دهد، حتی اگر این کار از طریق خشونت باشد. تایلر دردن به عنوان یک رهبر کاریزماتیک، نمادی از مردانگی خام و سرکوب‌نشده است که مردان دیگر را به شورش علیه سیستم فرامی‌خواند.

### فردگرایی و آنارشیسم
«باشگاه مبارزه» همچنین به مضامین فردگرایی و آنارشیسم می‌پردازد. تایلر دردن و پروژه هرج و مرج، با فلسفه‌های آنارشیستی خود، به دنبال فروپاشی ساختارهای اجتماعی و اقتصادی موجود هستند تا افراد بتوانند آزادانه و بدون قید و بند زندگی کنند. آن‌ها معتقدند که جامعه مدرن افراد را به بردگی کشیده و از آزادی‌هایشان سلب کرده است. این نگاه رادیکال به آزادی و طغیان علیه هنجارهای اجتماعی، یکی از دلایل جذابیت فیلم برای برخی و عامل بحث‌برانگیز بودن آن برای برخی دیگر بوده است.

### نقد سرمایه‌داری و شرکت‌سالاری
فیلم به شدت به سیستم سرمایه‌داری و شرکت‌سالاری نقد وارد می‌کند. راوی به عنوان یک کارمند بیمه، نمادی از فردی است که در سیستم سرمایه‌داری مدرن به یک مهره بی‌اهمیت تبدیل شده است. او احساس می‌کند که زندگی‌اش هیچ معنایی جز کار برای شرکت و مصرف کالاها ندارد. پروژه هرج و مرج به طور مستقیم به این سیستم حمله می‌کند و تلاش می‌کند با تخریب بانک‌ها و برج‌های اعتباری، آن را از بین ببرد. این نقد تند به سرمایه‌داری، فیلم را به یکی از مهم‌ترین آثار سینمایی در زمینه نقد اجتماعی تبدیل کرده است.

### روان‌شناسی و بیماری‌های روانی
در قلب داستان «باشگاه مبارزه»، مفهوم اختلال هویت تجزیه‌ای و بیماری‌های روانی قرار دارد. کشف اینکه تایلر دردن تنها یک فرافکنی از ذهن خود راوی است، کل فیلم را از دیدگاهی روان‌شناختی مورد بررسی قرار می‌دهد. این موضوع به این معناست که تمام خشونت‌ها، آشوب‌ها و ایده‌های آنارشیستی از ذهن پریشان و سرکوب‌شده راوی نشأت می‌گیرد. فیلم به زیبایی تأثیر بی‌خوابی مزمن، تنهایی و نارضایتی از زندگی بر سلامت روان را به تصویر می‌کشد و نشان می‌دهد که چگونه یک فرد می‌تواند در مواجهه با این فشارها، به خود تخریبی و خلق شخصیت‌های خیالی روی آورد.

## پذیرش

### گیشه
«باشگاه مبارزه» در زمان اکران خود در گیشه عملکرد متوسطی داشت. فیلم در ۱۵ اکتبر ۱۹۹۹ در آمریکای شمالی اکران شد و در هفته اول اکران خود، حدود ۱۱ میلیون دلار فروش کرد و در جایگاه چهارم گیشه قرار گرفت. در مجموع، فیلم در ایالات متحده و کانادا به فروش ۳۷٫۱ میلیون دلاری رسید و در سراسر جهان به فروش ۱۰۰٫۹ میلیون دلاری دست یافت. با توجه به بودجه تولید ۶۳ میلیون دلاری، این فروش برای شرکت فاکس قرن بیستم رضایت‌بخش نبود و فیلم در ابتدا به عنوان یک شکست تجاری تلقی شد.

### واکنش منتقدان
واکنش منتقدان به «باشگاه مبارزه» در زمان اکران، کاملاً دوگانه بود. برخی منتقدان از کارگردانی جسورانه دیوید فینچر، بازی‌های قدرتمند برد پیت و ادوارد نورتون، و مضامین عمیق فیلم تمجید کردند. راجر ایبرت، منتقد سرشناس، در ابتدا نقدی منفی بر فیلم نوشت و آن را «اثری خشن و بی‌معنی» خواند، اما بعدها نظر خود را تغییر داد و آن را «فیلمی بزرگ و تأثیرگذار» توصیف کرد.
از سوی دیگر، برخی منتقدان، فیلم را به دلیل خشونت بیش از حد، پیام‌های ضد اجتماعی، و احتمال تشویق به آنارشیسم، به شدت مورد انتقاد قرار دادند. جانت ماسلین از نیویورک تایمز، فیلم را «نمایشی از نیهیلیسم افراطی» دانست. با این حال، با گذشت زمان، «باشگاه مبارزه» به تدریج جایگاه خود را به عنوان یک فیلم کالت تثبیت کرد و بسیاری از منتقدان به بازبینی و تحسین آن پرداختند. امروزه، فیلم در وب‌سایت راتن تومیتوز بر اساس ۱۹۲ نقد، امتیاز ۷۹٪ و میانگین نمره ۷٫۴/۱۰ را دریافت کرده است. در وب‌سایت متاکریتیک نیز، فیلم بر اساس ۳۷ نقد، امتیاز ۶۷ از ۱۰۰ را کسب کرده است که نشان‌دهنده «نقدهای عموماً مطلوب» است.

### تأثیر فرهنگی و میراث
با وجود عملکرد متوسط در گیشه، «باشگاه مبارزه» به مرور زمان به یکی از مهم‌ترین و تأثیرگذارترین فیلم‌های دهه ۱۹۹۰ تبدیل شد. این فیلم به عنوان یک «فیلم کالت» شناخته می‌شود و طرفداران پروپاقرصی در سراسر جهان دارد. مضامین فیلم، به ویژه نقد مصرف‌گرایی و بحران هویت مردان، همچنان در جامعه مدرن طنین‌انداز هستند و به بحث و تبادل نظر منجر شده‌اند.
تأثیر «باشگاه مبارزه» بر سینما، تلویزیون، و حتی ادبیات مشهود است. بسیاری از فیلم‌ها و سریال‌های پس از آن، از سبک بصری، روایت غیرخطی، و مضامین روان‌شناختی این فیلم الهام گرفته‌اند. دیوید فینچر به عنوان یک کارگردان برجسته شناخته شد و «باشگاه مبارزه» یکی از آثار شاخص او به شمار می‌رود. نقل قول‌هایی از فیلم، مانند «اولین قانون باشگاه مبارزه این است که درباره باشگاه مبارزه صحبت نکنید»، به بخشی از فرهنگ عامه تبدیل شده‌اند.

## جوایز و نامزدی‌ها
| مراسم                         | سال  | بخش                          | نامزد / برنده           | نتیجه    |
| ----------------------------- | ---- | ---------------------------- | ----------------------- | -------- |
| جایزه اسکار                   | ۲۰۰۰ | بهترین تدوین صدا             | رن کلایس و ریچارد هیمنز | نامزدشده |
| جوایز امپایر                  | ۲۰۰۰ | بهترین کارگردان              | دیوید فینچر             | پیروز    |
| جوایز امپایر                  | ۲۰۰۰ | بهترین بازیگر زن بریتانیایی  | هلنا بونهام کارتر       | پیروز    |
| جوایز امپایر                  | ۲۰۰۰ | بهترین فیلم                  | باشگاه مبارزه           | نامزدشده |
| جایزه انجمن منتقدان فیلم لندن | ۲۰۰۰ | بهترین کارگردان سال          | دیوید فینچر             | پیروز    |
| جایزه انجمن منتقدان فیلم لندن | ۲۰۰۰ | بهترین بازیگر بریتانیایی سال | هلنا بونهام کارتر       | پیروز    |
| جوایز ام‌تی‌وی                  | ۲۰۰۰ | بهترین سکانس مبارزه          | ادوارد نورتون و برد پیت | نامزدشده |
| جوایز ام‌تی‌وی                  | ۲۰۰۰ | بهترین بازیگر مرد            | ادوارد نورتون           | نامزدشده |